# Grivasti pavijan
Grivasti pavijan (Papio hamadryas) je pavijan iz porodice majmuna Starog svijeta. To je najsjevernija vrsta od svih vrsta pavijana. Područje na kojem živi se prostire od Crvenog mora u Egiptu do Eritreje, Etiopije i Somalije. Također živi na Arabijskom poluotoku (Saudijska Arabija i Jemen).

## Opis
Mužjaci su visoki oko 75 cm s repom koji je dug oko 50 cm, i teški oko 20 kilograma. Boja lica im je obično crvenkasta, a starije jedinke imaju dosta tamniju boju lica. Mladunci obično imaju krzno tamne boje koje posvijetli tek nakon godinu dana starosti.
Prosječan životni vijek grivastih pavijana iznosi oko 35 godina (u divljini).

## Ponašanje
Grivasti pavijani žive u polupustinjskim područjima, savanama i kamenitim područjima. Spavaju na liticama stijena te zahtijevaju pitku vodu u blizini. Većina „druženja“ obavlja se u malim grupama od jednog mužjaka i do deset ženki (haremima). Mužjak je i predvodnik i zaštitnik ovakve grupe. U haremu obično bude i jedan mlađi mužjak koji se neće pokušati pariti sa ženkama dok ne uspije pobijediti vođu harema i ukloniti ga iz grupe.
Grivasti pavijani su dnevne životinje s najdužim aktivnim dijelom dana od svih primata.

## Prehrana
Grivasti pavijani su svejedi, prilagođeni svom prilično suhom prirodnom staništu. Jedu ono na što naiđu, od trave i korijenja do kukaca i malih kralježnjaka. Ako nemaju vode i žedni su, grivasti pavijani kopaju po presušenim potocima u potrazi za vodom.

## Mitologija
Grivasti pavijani su se u egipatskoj mitologiji obično prikazivali kao sveti čuvari boga Thotha. Katkad se i sam Thot prikazivao kao grivasti pavijan. Hapi, jedan od četiri sina boga Horusa koji su čuvali organe preminulih, ima glavu grivastog pavijana koja se koristila i kao motiv na poklopcima posuda s organima mumija.

## Opasnosti
Osnovne prijetnje za grivaste pavijane su izmjene zemljišta na kojem žive od strane ljudi i prirodni neprijatelji (leopardi i lavovi).